# GitHub (entreprise)
Pour la plateforme, voir Github
Github, Inc est une entreprise de développement et services logiciels aux États-Unis. Github développe notamment la plateforme Github, la structure Electron.

## Histoire
L'entreprise annonce son acquisition par Microsoft, pour la somme de 7,5 milliards de dollars américains, le 4 juin 2018,.
L'entreprise annonce l’abandon de l'éditeur de texte Atom au profit du projet Pulsar, le 13 décembre 2022.